# 梁家坪乡
梁家坪乡，是中华人民共和国山西省忻州市五寨县下辖的一个乡镇级行政单位。2021年5月，撤销梁家坪乡，整建制并入孙家坪乡。

## 行政区划
梁家坪乡下辖以下地区：
梁家坪村、小燕家庄村、后子窊村、赵峪庄村、富家墕村、蔡家墕村、韩岭庄村、水口头村、阎家窊村、界牌村、海子界村、邓家墕村、小寨村、新舍科村和倪家圪洞村。